# (9253) Oberth
(9253) Oberth est un astéroïde de la ceinture principale.

## Description
(9253) Oberth est un astéroïde de la ceinture principale. Il fut découvert le 25 mars 1971 à l'observatoire Palomar par Cornelis Johannes van Houten, Ingrid van Houten-Groeneveld et Tom Gehrels. Il présente une orbite caractérisée par un demi-grand axe de 2,40 UA, une excentricité de 0,18 et une inclinaison de 7,3° par rapport à l'écliptique.

## Compléments